# Micha’el Zandberg
Micha’el Zandberg (he: מיכאל זנדברג) (ur. 16 kwietnia 1980 w Petach Tikwie), reprezentant Izraela. Gra na pozycji lewego pomocnika. Brat Tamar Zandberg, polityk i działaczki społecznej.

## Życiorys
Zandberg do ukończenia 22 roku życia grał w zespole Hapoel Petach Tikwa. Następnie w sezonie 2002–2003 został wytransferowany do Maccabi Hajfa. Latem 2006 roku Zandberg został zakupiony przez klub Beitar Jerozolima, gdzie grał do 2009 roku. Jesienią 2009 występował w Hapoelu Tel Awiw, a wiosną 2010 w Bene Jehuda Tel Awiw. Z kolei latem 2010 odszedł do Maccabi Petach Tikwa. W sezonie 2011/2012 grał w Hapoelu Hajfa, a w 2012 roku przeszedł do Hapoelu Ramat Gan.

## Kariera klubowa
| Sezon   | Klub                 | Kraj   | Flaga  | Rozgrywki   | Mecze | Bramki |
| ------- | -------------------- | ------ | ------ | ----------- | ----- | ------ |
| 1997/98 | Hapoel Petach Tikwa  | Izrael | Izrael | Ligat ha’Al | ?     | ?      |
| 1998/99 | Hapoel Petach Tikwa  | Izrael | Izrael | Ligat ha’Al | 9     | 1      |
| 1999/00 | Hapoel Petach Tikwa  | Izrael | Izrael | Ligat ha’Al | 36    | 3      |
| 2000/01 | Hapoel Petach Tikwa  | Izrael | Izrael | Ligat ha’Al | 33    | 5      |
| 2001/02 | Hapoel Petach Tikwa  | Izrael | Izrael | Ligat ha’Al | 27    | 4      |
| 2002/03 | Maccabi Hajfa        | Izrael | Izrael | Ligat ha’Al | 32    | 14     |
| 2003/04 | Maccabi Hajfa        | Izrael | Izrael | Ligat ha’Al | 25    | 5      |
| 2004/05 | Maccabi Hajfa        | Izrael | Izrael | Ligat ha’Al | 28    | 5      |
| 2005/06 | Maccabi Hajfa        | Izrael | Izrael | Ligat ha’Al | 31    | 9      |
| 2006/07 | Beitar Jerozolima    | Izrael | Izrael | Ligat ha’Al | 32    | 4      |
| 2007/08 | Beitar Jerozolima    | Izrael | Izrael | Ligat ha’Al | 28    | 4      |
| 2008/09 | Beitar Jerozolima    | Izrael | Izrael | Ligat ha’Al | 25    | 2      |
| 2009/10 | Hapoel Tel Awiw      | Izrael | Izrael | Ligat ha’Al | 14    | 1      |
| 2009/10 | Bene Jehuda Tel Awiw | Izrael | Izrael | Ligat ha’Al | 12    | 1      |
| 2010/11 | Maccabi Petach Tikwa | Izrael | Izrael | Ligat ha’Al | 29    | 2      |
| 2011/12 | Hapoel Hajfa         | Izrael | Izrael | Ligat ha’Al | 11    | 0      |
| 2012/13 | Hapoel Ramat Gan     | Izrael | Izrael | Ligat ha’Al |       |        |